# Катарина Болоњска
Света Катарина Болоњска (8. септембар 1413 - 9. март 1463) била је италијанска монахиња, уметница и светитељка. Основала је манастир клариса у Болоњи. Католичка црква прогласила ју је светом и обележава је 9. марта.

## Ране године
Света Катарина Болоњска рођена је 8. септембра 1413. године у Болоњи. Отац јој је био Бенвент Мамолини, правник у служби ферарског војводе од Есте, а мајка Јована Вигрија. На ферарском двору почела је живети од девете године. Као девојчица била је веома образована и скромна. Волела је уметност и књижевност. Смрт Катарининог оца и преудаја њене мајке навела утицала је на Катарину да свој живот посвети Богу и цркви. Због тога је 1427. године напустила кнежев двор. Године 1432. придружила се манастиру клариса у Ферари. Манастир је основан почетком 15. века. У њему су боравиле многе племкиње у потпуном сиромаштву. У манастиру се није либила ни најнижих послова, од пекарке до собарице. Била је и учитељица новим члановима манастира. 

## Оснивање манастира
Године 1456. Болоња је именовала Катарину опатицом са задатком да у њиховом граду отвори манастир из реда клариса у сарадњи са црквом Корпус Домини. Исте године у новоосновани манастир примљено је осамнаест клариса. Касније је уз манастир подигнута и црква. Катарина је, уз прекид од три године, била поглавар манастира све до своје смрти. Умрла је 9. марта 1463. године. Људи су је одмах након смрти поштовали као светицу, а цркву у којој је сахрањена називати црквом светице. Беатификована је 1703. године. Канонизовао ју је папа Климент XI 22. маја 1712. године. Католичка црква обележава Катарину Болоњску 9. марта. Катарина је заштитник уметника. Нека од њених дела су: Потребно оружје за духовне борбе (објављено 1478.), Бревијар, Rosarium metricum de mysteriis Passionis Christi Domini et de vita Mariae virginis...